# Лоп'янка
Лоп'я́нка — село Долинської громади Калуського району Івано-Франківської області України.

## Географія
Потічок Крива та струмок Лозочний впадають у річку Манявку, ліву притоку Чечви.

## Історія
У податковому реєстрі 1515 року в селі документується 4 лани (близько 100 га) оброблюваної землі.
У 1648 році жителі села брали активну участь у народному повстанні, за що їх очікувала кривава розправа після відходу козаків Хмельницького. Волелюбність селяни виявили участю в УПА.
У 1939 році в селі проживало 1720 мешканців (1690 українців, 15 поляків, 10 євреїв і 5 німців та інших національностей).

## Населення

### Мова
Розподіл населення за рідною мовою за даними перепису 2001 року:
| Мова            | Кількість | Відсоток |
| --------------- | --------- | -------- |
| українська      | 1825      | 99.84%   |
| російська       | 2         | 0.11%    |
| інші/не вказали | 1         | 0.05%    |
| Усього          | 1828      | 100%     |

## Відомі люди
- Кравців Богдан Миколайович (1904, Лоп'янка — 1975) — український літературний і громадський діяч, поет і перекладач.[6]
- Заячківський Йосип (14 квітня 1810, Львів — 14 березня 1894, Лоп'янка) — український греко-католицький священик і громадський діяч, довголітній парох с. Лоп'янка. Один із засновників «Просвіти».